# Odcjepljenje
Odcjepljenje  ili secesija (lat. secessio „odcjepljenje“) označava političko odvajanje pojedinih dijelova zemlje iz postojeće države radi stvranja nove suverene države.
Želja za odcjepljenjem dijela stanovništva postojeće države naziva se separatizam (iz latinskog separatus: odvojen) i često, ali ne nužno, prate ga ratovi.
U povijesti i danas, pokušaji secesije su stali dio međunarodnog poretka, a većina današnjih država je u nekom trenutku svoje povijesti i nastala (ili ponovno postala neovisnom) odcjepljenjem od neke druge države.

## Pravo na odcjepljenje
U međunarodnom pravu sporno je uključuje li pravo na samoodređenje naroda (koje je zajamčeno u čl. 1. i 55. Povelje UN i u čl. 1. Međunarodnog pakta o građanskim i političkim pravima) i prava nacionalnih manjina na odcjepljenje od državne zajednice - naime smije li određena manjina neke šire država, koja predstavlja većinu na određenom geografskom području, jednostrano odlučiti da će stvoriti neovisnu državu i tu svoju odluku ostvariti silom; ili takvo pravo ima eventualno tek u slučajevima da je izložen teškim zlostavljanjima u postojećoj široj državi. 
Postoji niz naroda i regija u kojima postoje snaže politčke snage koje bilo mirno (usp. primjerice Pokret za neovisnost Katalonije) ili uspostavom vojne sile (tako Somaliland) - uspješno ili neuspješno - teže za kontrolom nekog teritorija i zalažu za neovisnost. Neki iako čak i de facto imaju potpun nadzor nad svojim teritorijem, kojega Ujedinjeni narodi ne priznaju kao zasebnu državu, jer mora biti priznata od strane svih pet stalnih članica vijeća sigurnosti UN-a. Slučaj države oko čijeg statusa postoji ozbiljna međunarodna podjela je Kosovo.

## Razvoj današnjih idejnih koncepata o odcjepljenju
Pravo na samoodređenje naroda bio je dio socijalističkih tj. marksističkih politika. Na početku I.-svjetskog rata - koji je objektivno pokrenut kao rat između kolonijalnih carstava Francuske, Velike Britanije i Belgije, te Ruskog Carstva na jednoj strani, sa kolonijalnim carstvom Njemačke, te Osmanskim Carstvom i Austro-Ugarskom (objektivno, također carstvom) na drugoj strani - Vladimir Iljič Lenjin 1914. god. dosta temeljito piše o tom problemu i zaključno iznosi ocjenu da u tadašnjem Ruskom Carstvu valja podržati pravo manjih naroda na samodređenje, a u suočavanju raznih nacionalizama u toj višenacionalnoj državi valja podržati potlačene manje narode, a ne onaj dominantnog ruskog naroda (kome i sam Lenjin pripada) čiji je nacionalizam - slično nacionalizmima drugih velikih naroda Europe toga doba - prerastao u volju za vladanje drugima: "Velikoruski nacionalistički otrov truje političku atmosferu u cjelokupnoj Rusiji. To je nesreća jedne nacije, koja, podjarmljujući druge nacije, jača reakciju u svim dijelovima Rusije."
Na drugoj stani je, u vrijeme kada su Sjedinjene Američke Države odlučile da (najprije slanjem vojne pomoći) pomognu Britanskom Carstvu u borbi protiv nacističkog Trećeg Reicha, potpisana u kolovozu 1941. godine Atlantska povelja s načelima svjetskog poretka koje će u narednim godinama trebati ostvariti. Na inzistiranje SAD-a, u Atlantsku povelju je ušla odredba o pravu naroda na samoodređenje - premda je Velika Britanija nastojala tako nešto odgoditi, jer tada još u njoj nije bila formirana politička volja da pristupi disoluciji vlastitog kolonijalnog carstva.

## Povijesni primjeri
Sjedinjene Američke Države nastale su odcjepljenjem od Britanskog Carstva u Američkom ratu za neovisnost (1775.-1783). Kasnije, Američki građanski rat (1861.-1865.) u Sjedinjenim Američkim Državama bio je rat koji je završio obnovom nacionalnog jedinstva: prevladala je strana koja je odlučila oružjem spriječiti južne države okupljene u Konfederaciji Američkih Država da se odcijepe od SAD-a. 
Simón Bolívar je 1811. god. pokrenuo pokret radi oslobođenja Venezuele od vlasti Španjolskog kolonijalnog carstva - kako je u to doba Španjolska dovedena u ovisnost o Napoleonovom Francuskom Carstvu koje je bilo u ratu s Velikom Britanijom, uspio je on zadobiti britansku podršku - te će Britanci protiv Španjolske podržati pokret za neovisnost kakvoga u principu nisu tolerirali u svojem vlastitom kolonijalnom carstvu. Bolivarov primjer će u narednim desetljećima pratiti većina španjolskih kolonija u Latinskoj Americi. 
Srbija i Crna Gora su tijekom 19. stoljeća - u ustancima protiv Osmanskog Carstva i zahvaljujući potpori europskih velikih sila - postupno ostvarile samoodređenje u odnosu na Osmansko Carstvo; slično se u to doba dogodilo i s Rumunjskom, Bugarskom i Grčkom. 
Norveška se 1905. godine mirno odcijepila od Danske; a 1918. god. se od Danske mirno odcijepio i Island. 
Nakon što se Austro-Ugarska 1918. godine na kraju I. svjetskog rata, narodi koji su njome bili obuhvaćeni iskoristili su pravo na samoodređenje - bilo formiranjem novih država poput Čehoslovačke, ili pristupanjem susjednim državama, kao u primjeru pripojenja (aneksije) susjednim državama - tako je Transilvanija pripojena Rumunjskoj. 
Nakon kraja II. svjetskog rata raspalo se Osmansko Carstvo, ali narodi izvan Turske nisu ostvarili potpuni suverenitet: prema mandatima Lige Naroda koja je ocijenila da ti narodi nisu još u stanju upravljati sami svojim poslovima, stvoren je niz ovisnih država kojima su upravljale europske sile - ratne pobjednice: Francuska (u pogledu Tunisa, Sirije i Libanona), Velike Britanije (Egipat, Jordan, Irak, Kuvajt i dr.) i Italije (Albanija). 
Irski rat za nezavisnost 1919.-1921. prethodio je odcjepljenju Republike Irske od Ujedinjenog Kraljevstva. 
Nakon II. svjetskog rata, proces dekolonizacije je postupno zahvatio skoro sve ranije kolonije u Africi, Aziji i Oceaniji, koje su se redom oslobađale od vlasti svojih prekomorskih zemalja-matica. U mnogim slučajevima je to ostvareno tek nakon ratova za oslobođenje - tako primjerice u slučajevima Mozambika, Angole, Vijetnama, Alžira, Indonezije. U drugim slučajevima su kolonijalna carstva dala slobodu dotadašnjim kolonijama nekoliko godina nakon što su uspješno slomile ustanke koji su podizani radi odcjepljenja - tako u slučajevima Kenije i Malezije. 
Godine 1991. raspao se SSSR, a od njega su se mirno odcijepile države Armenija, Azerbajdžan, Estonija, Gruzija, Kazahstan, Latvija, Litva, Kirgistan, Moldavija, Rusija, Tadžikistan, Turkmenistan, Ukrajina, Uzbekistan i Bjelorusija. Sam raspad SSSR-a je protekao mirno, ali s vremenom je uslijedio niz sporova i ratova oko teritorija, koji su uključivali te nove države.
1993. godine se Čehoslovačka mirno razdvojila na Češku i Slovačku. 
Nakon odvajanja Slovenije, Hrvatske i Bosne i Hercegovine od SFR Jugoslavije Srbija je zaratila s tim državama. Odvajanje Makedonije je međutim proteklo mirno. Srbija je tada i dalje nastupala kao Savezna Republika Jugoslavija. Slijedom toga, Srbija ocjenjuje tadašnje odcjepljenje drugih bivših Jugoslavenskih republika secesijom. Međunarodna zajednica podržala je rezultate Badinterove komisije, te je zauzela stajalište da granice bivših federalnih jedinca Jugoslavije imaju ostati, sada kao međunarodne granice. Također međunarodna zajednica smatra da se nove države nisu odcijepile od SFR Jugoslavije, nego da se SFR Jugoslavija raspala - SR Jugoslavija, kao federacija koja se sastojala od Srbije i Crne gore, samo je jedna od država nastalih raspadom SFRJ i nije identična sa SFRJ.
U svibnju 2006. pučanstvo Crne Gore većinski je izrazilo želju za suverenom državom. Raspad zajednice sa Srbijom mirno je proveden. 
Nakon dva građanska rata (1955. – 1972. i 1983. – 2005.), mirovnim ugovorom iz 2005. god. je Južni Sudan dobio pravo da 2011. god. održi referendum o odcjepljenju od Sudana; 2011. je odcjepljenje i realizirano. 

## Trenutačni primjeri
U zapadnoj Europi pokreti za neovisnost postoje u Škotskoj, Kataloniji, Baskiji i Belgiji. 
Donekle slična je situacija s rusofonim Pridnjestrovljem u Moldaviji, Južnom Osetijom i Abhazijom u Gruziji - u kojim svim područjima je živa želja za odcjepljenja od država čijim ih dijelom smatra međunarodna zajednica i za pripojenje Rusiji (koja u njima drži svoje vojne snage i koja se brine za njihovu gospodarsku i drugu održivost); u međuvremenu se iznose tvrdnje o vlastitoj neovisnosti. Slična je situacija s Luhanskom Narodnom Republikom i Donjeckom Narodom Republikom, te s Krimom, koje međunarodna zajednica smara dijeom Ukrajine i nakon što su ruske vlasti proglasile pripajanje tih teritorija Ruskoj Federaciji.
Gorski Karabah je još početkom 1990.-ih godina uz potporu Armenije proglasio odcjepljenje od Azerbejdžana, da bi 2023. god. Azerbajdžan uspio vojnom silom reintegrirati taj teritorij.
Aktivni pokreti za neovisnost postoje trenutačno između ostalog u kurdskim područjima od Turske i Iraka do Irana, Tibetu i Ujguristanu (još: "Istočni Turkistan", kineski "Xinjiang"), Čečeniji i Quebecu. Republika Srpska teži neovisnosti od Bosne i Hercegovine. U Africi postoji cijeli niz separatističkih pokreta, koji nastoje dovesti u pitanje granice sadašnjih država koje su u pravilu u 19. i 20. stoljeću uspostavile kolonijalne sile, već prema podjelama svojih kolonijalnih posjeda i drugim svojim geopolitičkim prosudbama.

## Povezani članak
- Raspad države

1. ↑  Buchanan, Allen and Elizabeth Levinson, "Secession", The Stanford Encyclopedia of Philosophy (Winter 2021 Edition), Edward N. Zalta (ed.) Pristupljeno 23. studenog 2024.
2. ↑  "Status of Kosovo". Pristuljeno 25. studenog 2024.
3. ↑  "The Right of Nations to Self-Determination" (Conclusion) (prijevod na engleski jezik), Vladimir Iljič Lenjin, "Prosveshcheniye", br. 4., 5. i 6. Kod "Marxist Internet Archive". Pristupljeno 23. studenog 2024.
4. ↑  "A Commentary on the International Covenant on Civil and Political Rigths - Article 1: Self-determination", Paul M. Taylor, Cambridge University Press (published online), 11. srpnja 2020. Pristupljeno 23. studenog 2024.:  11 June 2020
5. ↑  "Resurgence of Territorial Conflicts in the Post-Soviet Era", Maria Bordonaro, "Storymaps". Pistupljeno 25. studenog 2024
6. ↑  "A GUIDE TO THE UNITED STATES' HISTORY OF RECOGNITION, DIPLOMATIC, AND CONSULAR RELATIONS, BY COUNTRY, SINCE 1776: KINGDOM OF SERBIA/YUGOSLAVIA", službene stranice U.S Department of State (Office of the Historian). Pristupljeno 25. studenog 2024.
7. ↑  "Secessionism in African politics: aspiration, grievance, performance, disenchantment", Yusuf SErunkuma, 30. srpnja 2019. (knjiga)